# مائوریسیو آلوز پیروچی
مائوریسیو آلوز پیروچی (به پرتغالی: Maurício Alves Peruchi) مهاجم اهل برزیل است که در شهر Montanha و در تاریخ ۲ ژانویهٔ ۱۹۹۰ به دنیا آمده‌است.
مائوریسیو آلوز پیروچی در تیم‌های فوتبال Fluminense سابقهٔ حضور دارد.